# Bobby Brown (Footballspieler)
Bobby Brown ist ein ehemaliger US-amerikanischer Footballspieler.

## Leben
Brown aus Raleigh im US-Bundesstaat North Carolina spielte in seinem Heimatland von 1988 bis 1992 für die Hochschulmannschaft der Winston-Salem State University. Er studierte gleichzeitig Kommunikationswissenschaft.
Der als Runningback eingesetzte Brown spielte von 1992 bis 1995 für die Hamburg Blue Devils in Deutschland. Seine Wendig- und Schnelligkeit brachte ihm den Spitznamen „Die Schlange“ ein. 1992 und 1993 gewann Brown mit Hamburg den Titel im europäischen Vereinswettbewerb „Schweppes Cool Masters“, der US-Amerikaner war während der 1993er Saison dieser Spielserie bester Angreifer. Er stellte Anfang Juni 1994 im Spiel gegen die Berlin Bears mit 24 Punkten eine neue Bestmarke der Hamburger auf, die erst 2002 von Estrus Crayton überboten wurde. Im September 1994 stand Brown mit Hamburg im Endspiel der „Football League of Europe“ und verlor gegen Stockholm. Er spielte auch 1995 für die Hamburger, als die Mannschaft deutscher Vizemeister wurde, wechselte aber im Laufe des Jahres ins englische Sheffield.